# Cristòfol Soler
Cristòfol Soler Caldera (Inca, Islas Baleares, España, 27 de diciembre de 1956) es un político español, fue militante del Partido Popular hasta el año 2014. Fue presidente del Parlamento de las Islas Baleares (1991-1995) y el segundo presidente de las Islas Baleares entre agosto de 1995 y junio de 1996.
Sustituyó a Gabriel Cañellas, primer presidente de la autonomía balear que se vio obligado a dimitir a las pocas semanas de iniciar su cuarta legislatura al frente del ejecutivo debido a su imputación en el caso Túnel de Sóller. Al llegar a la presidencia, inició una serie de políticas de carácter regionalista y de normalización lingüística, las cuales desagradaron a la ejecutiva de su partido. Ello motivó que por orden del entonces presidente nacional del partido, José María Aznar, tuviera que abandonar el Consulado del Mar (residencia oficial del Presidente de las Islas Baleares). El Parlamento llevó a cabo una moción de censura en la que su grupo parlamentario votó a favor. Presentó su renuncia en junio de 1996 y fue sustituido por Jaume Matas.
En 2014 se dio de baja del Partido Popular de las Islas Baleares.
En abril de 2015 fue nombrado presidente de la Assemblea Sobiranista de Mallorca (ASM).